# El Faid
El Faid  (in arabo الفيض‎?) è un centro abitato e comune rurale del Marocco situato nella provincia di Taroudant, regione di Souss-Massa. Conta una popolazione di 12 011 abitanti (censimento 2014).